# John Campbell-Jones
John Campbell-Jones (n. 21 ianuarie 1930, Leatherhead, Anglia, Regatul Unit – d. 24 martie 2020, Greater London, Anglia, Regatul Unit) a fost un pilot englez de Formula 1 care a evoluat în Campionatul Mondial între anii 1962 și 1963.